# Lyžbice

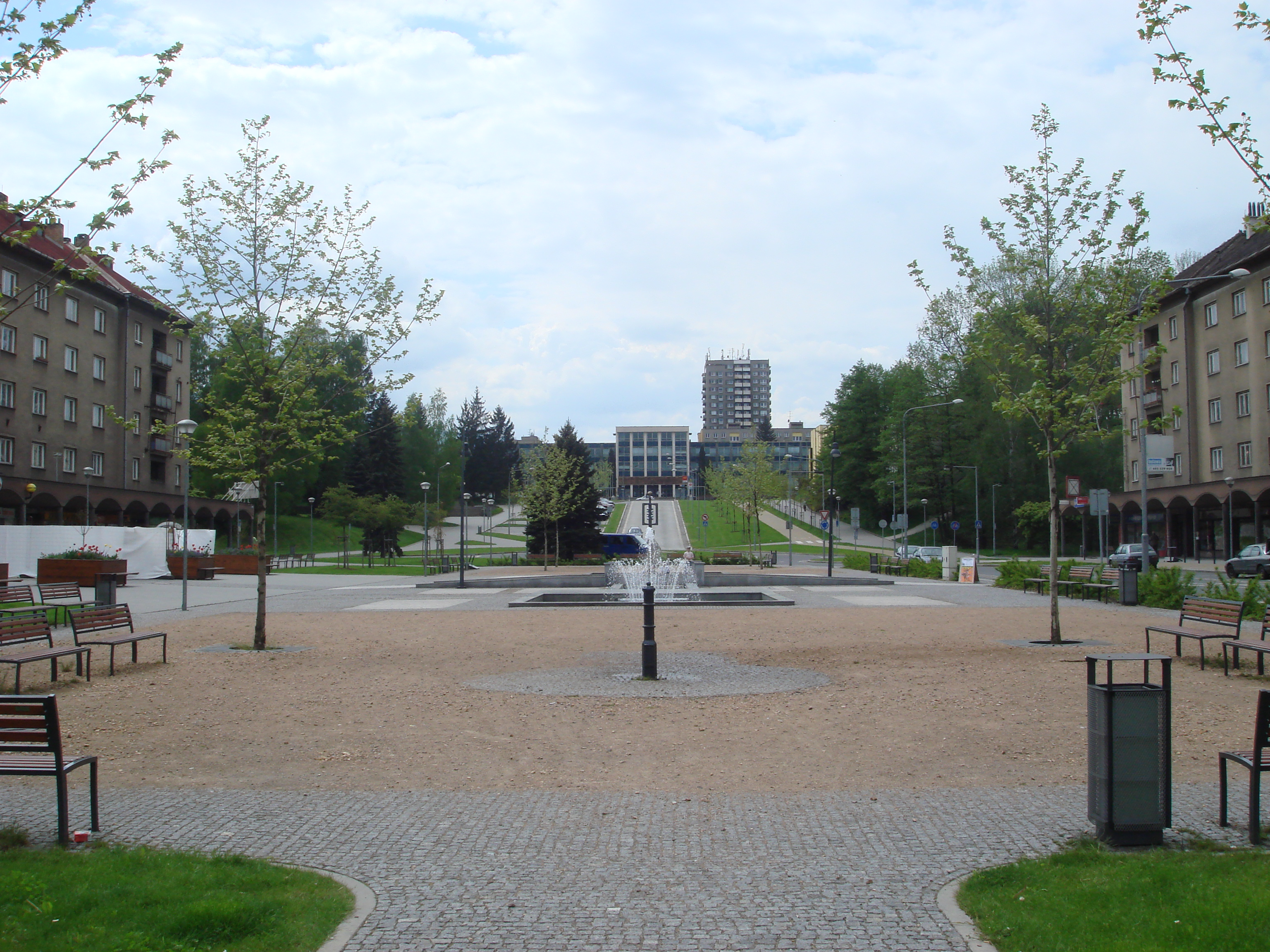
Masaryk-Platz

Lyžbice (polnisch Łyżbice, deutsch Lischbitz) ist ein Ortsteil der Stadt Třinec in Tschechien. Er liegt drei Kilometer südlich des Stadtzentrums von Třinec und gehört zum Okres Frýdek-Místek.

## Geschichte
Die erste schriftliche Erwähnung von wes Lyzbicze (...) wsy Lyzbycz erfolgte 1562. Der Ortsname ist patronymisch abgeleitet vom Personennamen *Łyżba (örtlich łyżwa bzw. łyżba – Knüppel). Um 1800 gab es 476 mehrheitlich evangelische Bewohner polnisch-schlesischer Mundart, die nach Wendrin eingepfarrt waren. 1825 wurde dort der evangelische Pastor Jerzy Heczko geboren, der Autor des ersten populären polnischen Gesangbuchs der regionalen lutherischen Kirche.
Nach der Aufhebung der Patrimonialherrschaften bildete Lischbitz ab 1850 eine Gemeinde im Bezirk Teschen.
Nach der Gründung der Tschechoslowakei gehörte der Ort im Teschener Schlesien zu den Streitgegenständen im Polnisch-Tschechoslowakischen Grenzkrieg. Ab 1920 war es Teil des Bezirkes Český Těšín. Nach dem Münchner Abkommen kam Łyżbice 1938 zu Polen und nach der Eroberung durch das Deutsche Reich gehörte Lischbitz  von 1939 bis 1945 zum Landkreis Teschen. Nach dem Ende des Zweiten Weltkrieges kam der Ort zur Tschechoslowakei zurück. Nach der Auflösung des Okres Český Těšín kam der Ort mit Beginn des Jahres 1961 zum Okres Frýdek-Místek. 1946 erfolgte die Eingemeindung nach Třinec.
In den Jahren 1956–1977 wurde dort das neue Zentrum der Stadt Třinec nach dem Projekt von Křelina mit dem Masaryk-Platz in der Mitte errichtet. Die Einwohnerzahl stieg mehrmals.